# 7e cérémonie des Washington DC Area Film Critics Association Awards
La 7e cérémonie des Washington DC Area Film Critics Association Awards, décernés par la Washington DC Area Film Critics Association, a eu lieu le 8 décembre 2008, et a récompensé les films réalisés dans l'année.

## Palmarès
- Meilleur film : 
  - Slumdog Millionaire
- Meilleur réalisateur :
  - Danny Boyle pour Slumdog Millionaire
- Meilleur acteur :
  - Mickey Rourke pour le rôle de Randy "Ram" Robinson dans The Wrestler
- Meilleure actrice :
  - Meryl Streep pour le rôle de la sœur Aloysious Beauvier dans Doute (Doubt)
- Meilleur acteur dans un second rôle :
  - Heath Ledger pour le rôle du Joker dans The Dark Knight : Le Chevalier noir (The Dark Knight)
- Meilleure actrice dans un second rôle :
  - Rosemarie DeWitt pour le rôle de Rachel dans Rachel se marie (Rachel Getting Married)
- Révélation de l'année :
  - Dev Patel pour le rôle de Jamal Malik dans Slumdog Millionaire
- Meilleure distribution :
  - Doute (Doubt)
- Meilleur scénario original :
  - Rachel se marie (Rachel Getting Married) – Jenny Lumet
- Meilleur scénario adapté :
  - Slumdog Millionaire – Simon Beaufoy
- Meilleure direction artistique :
  - L'Étrange Histoire de Benjamin Button (The Curious Case of Benjamin Button)
- Meilleur film en langue étrangère :
  - Morse (Låt den rätte komma in) •  Suède
- Meilleur film d'animation :
  - WALL-E
- Meilleur documentaire :
  - Le Funambule  (Man on Wire)